# Neonacionalismo
El neonacionalismo, o nuevo nacionalismo es una ideología y un movimiento político construido sobre las características básicas del nacionalismo clásico. Se desarrolló hasta su forma final mediante la aplicación de elementos de carácter reaccionario generados como reacción a los cambios políticos, económicos y socioculturales que acompañaron a la globalización durante la segunda ola de globalización de la década de 1950.
En sus formas extremas, el neonacionalismo se asocia con varias posiciones como el populismo de derecha, antiglobalización, nativismo, proteccionismo, oposición a la inmigración, islamofobia, sinofobia y euroescepticismo, cuando aplica. Con la globalización y la idea de una sola nación, los neonacionalistas ven los problemas de identificación e identidades amenazadas. Piden la protección del patrimonio simbólico, como el arte y las tradiciones populares, que también es común para el nacionalismo cultural.
Expresiones particularmente notables de nuevo nacionalismo incluyen el voto a favor del Brexit en el referéndum de la membresía de la Unión Europea en el Reino Unido de 2016 y la elección de Donald Trump como el 45.º presidente de los Estados Unidos en 2016.

## Orígenes
El neonacionalismo se considera un fenómeno de Europa occidental. Tiene sus orígenes en el período posterior a la Guerra Fría y los cambios que la tercera fase de la globalización trajo a los estados de Europa Occidental. La integración y ampliación de la UE dio lugar a una serie de cambios económicos, sociales y políticos que generaron incertidumbres a nivel individual y colectivo. El empoderamiento de la Unión Europea mediante la ampliación de sus miembros y los referendos sobre la Constitución europea formaron la idea de un cuasi-estado transnacional y una nación global bajo la democracia liberal como la ideología política única que gobierna ese estado transnacional. Tras el rechazo del referéndum sobre el Tratado para establecer una Constitución para Europa, la delegación de soberanía nacional a la Unión Europea fue vista por los neonacionalistas como un acto estratégico que apunta a la acumulación de poder que atenta contra la soberanía nacional de los estados y su derecho de la autodeterminación.

## Factores externos
Los dramáticos eventos que marcaron al mundo islámico en la década de 1980, como la Revolución iraní, el asesinato de Anwar Sadat y la muerte del presidente de Pakistán marcaron el comienzo de una mayor inmigración hacia los estados de Europa occidental. Los problemas que encontraron los inmigrantes en relación con su llegada, alojamiento e integración dentro de la sociedad doméstica del estado de acogida motivaron la reestructuración de la agenda política y los ajustes de políticas que integraron la diversidad de inmigrantes. La inclusión de "principios extranjeros" junto a los elementos tradicionales que constituyen el carácter del Estado anfitrión como criterio de política llevó al sentimiento de amenaza neonacionalista. Este proceso se enmarcó como "islamización" y se convirtió en el factor explicativo de un comportamiento colectivo defensivo específico.
Los conflictos y la violencia que siguieron a la desestabilización política en algunos de los estados islámicos llevaron a la categorización del Islam como de carácter antidemocrático y antimoderno que está en desacuerdo con la democracia liberal occidental. Después de los ataques del 11 de septiembre, esta imagen del Islam se volvió dominante. El sentido de la "amenaza islámica" a las sociedades modernas y su cultura que se extendió a lo largo de los estados de Europa occidental dio como resultado el aumento de la conciencia nacional y el orgullo en términos de cultura y folclore y la necesidad de proteger la identidad cultural nacional.

## Raíces en el nacionalismo
El neonacionalismo es el sucesor del nacionalismo clásico. Tanto los nacionalistas como los neonacionalistas ven a la nación como una sola familia, pero difieren en los criterios de afiliación. Los nacionalistas ven el estado y la nación como una familia cuyos miembros están indisolublemente vinculados sobre la base de la homogeneidad étnica, racial, genética, religiosa o cultural como criterios de pertenencia. En contraste, los neonacionalistas toman la asociación histórica como el factor principal para otorgar la membresía. a la familia nacional, lo que la hace inclusiva y fundamentalmente diferente de sus predecesoras en términos de inclusividad.
En contraste con el nacionalismo clásico, el neonacionalismo no toma la etnia y la raza para estructurar un orden jerárquico en términos de "correcto" e "incorrecto". La distinción central que hace que los neonacionalistas se aparten de sus predecesores es su posición sobre las diferencias y la relación entre los diversos grupos y comportamientos. En el núcleo del nacionalismo romántico tradicional, se encuentra la noción de ejecución correcta de la "blancura" basada en principios establecidos por Occidente, que sirven como un estándar universal de conducta y un modelo de aplicación universal sobre el cual las acciones misioneras y la colonización había recibido justificación en el pasado. Por el contrario, los neonacionalistas sostienen que el comportamiento correcto entre los miembros de la sociedad civil se basa en la reciprocidad. Las diferencias no deben enmarcarse como un problema que requiere acción para ser superado. Dado que las diferencias se dan naturalmente y forman parte de la identidad individual y colectiva, deben integrarse dentro de la sociedad civil sobre la base de la tolerancia y el respeto mutuos, sin que se ordenen jerárquicamente produciendo reclamos normativos y categorización de "buenos" o "malos".

## Características
Al escribir para Politico, Michael Hirsh describió el nuevo nacionalismo como "un amargo rechazo populista del status quo que las élites globales han impuesto al Sistema internacional desde que terminó la Guerra Fría, y que los votantes de menores ingresos han decidido, comprensiblemente, que es injusto". Michael Brendan Dougherty escribió en The Week que el nuevo nacionalismo es una "amplia revuelta nativista" contra la política posterior a la Guerra Fría "caracterizada por una ortodoxia del libre comercio, que nutre la economía de servicios, los acuerdos comerciales neoliberales y las políticas de inmigración liberalizada".
The Economist escribió en noviembre de 2016 que "los nuevos nacionalistas están cumpliendo las promesas de cerrar fronteras y restaurar las sociedades a una homogeneidad pasada". Clarence Page escribió en el Las Vegas Sun que "un nuevo nacionalismo neotribal ha hervido en Política europea y, en menor grado, en los Estados Unidos desde la crisis económica mundial de 2008 ". En The Week, Ryan Cooper e investigadores del Center for Economic Policy Research han relacionado el populismo de derecha del siglo XXI con la Gran Recesión. Según el teórico político de Harvard, Yascha Mounk, "el estancamiento económico entre los blancos de clase baja y media [ha sido] un impulsor principal del ascenso del nacionalismo en todo el mundo". Según el estudioso de la religión Mark L. Movesian, el nuevo nacionalismo "establece el estado-nación contra los regímenes liberales supranacionales como la UE o el TLCAN, y las costumbres y tradiciones locales, incluidas las tradiciones religiosas, contra las tendencias ajenas y externas".
David Brog y Yoram Hazony escribieron en National Review que algunos conservadores ven el nuevo nacionalismo asociado con Brexit y Donald Trump como una traición a la ideología conservadora, mientras que lo ven como un "retorno". Según el comentarista conservador Jonah Goldberg, el nacionalismo asociado con Trump es "en realidad poco más que una marca para la genérica política identitaria blanca" .
Con respecto al nuevo nacionalismo, The Economist dijo que "Trump debe darse cuenta de que sus políticas se desarrollarán en el contexto del nacionalismo celoso de otros países" y calificó al nacionalismo como un "concepto escurridizo" que es "fácil de manipular". También contrastaron repetidamente el nacionalismo étnico y el nacionalismo cívico e insinuaron que el nuevo nacionalismo podría volverse "enojado" y difícil de controlar, citando el nacionalismo chino como ejemplo.

## Por país
El primer ministro indio Narendra Modi (asumió el cargo en 2014) y su Partido Bharatiya Janata (BJP) han sido calificados de nuevos nacionalistas. Modi es miembro de Rashtriya Swayamsevak Sangh (RSS), una organización paramilitar de derecha alineada con el BJP, que también se dice que defiende una nueva ideología nacionalista.
Yogi Adityanath, ministro principal del estado indio de Uttar Pradesh (asumió el cargo en 2017), también ha sido identificado como un nuevo nacionalista. También ha sido promocionado como futuro primer ministro del país.
El primer ministro israelí Benjamin Netanyahu (asumió el cargo en 2009), el líder del partido Likud, ha sido descrito como promotor del nuevo nacionalismo y como perseguidor de una política exterior de estrechos vínculos con otros nuevos líderes nacionalistas, incluidos Trump, Orbán, Salvini, Putin, Modi, Bolsonaro, Duterte y Sisi. En 2019, Netanyahu ha forjado una alianza política con la ultranacionalista Derecha Unida.
El primer ministro italiano Giuseppe Conte (asumió el cargo en 2018), el jefe de la coalición populista Gobierno del Cambio, y, en particular, el ex vice primer ministro y ministro del Interior y líder de la Liga, Matteo Salvini (2018-2019), fueron descritos a menudo como nuevos nacionalistas. Mientras estuvo en el cargo, algunos medios de comunicación describieron a Salvini como el político más poderoso del país y un "primer ministro de facto".
Giorgia Meloni, líder de los Hermanos de Italia, un partido que apoyaba al gobierno caso por caso, también ha sido descrita como una nueva nacionalista.
En agosto de 2019, Salvini presentó una moción de censura en el gobierno de coalición, solicitando una nueva elección para tomar "plenos poderes", pero Conte formó un nuevo gobierno entre el Movimiento Cinco Estrellas (M5S) y el Partido Democrático. A la cabeza de este nuevo gabinete, Conte suavizó su retórica neonacionalista.
El sexto y ex presidente de Polonia, Andrzej Duda (que asumió el cargo en agosto de 2015) es citado regularmente como una figura destacada en el nuevo movimiento nacionalista dentro de Polonia. Además, el partido gobernante Ley y Justicia y su alianza Derecha Unida, liderada por Jarosław Kaczyński, promovieron puntos de vista nacionalistas para ganar una mayoría absoluta en las elecciones nacionales de 2015 (una hazaña nunca antes lograda). A pesar de no ocupar un cargo en el gobierno, Kaczyński ha sido descrito como la figura que hace la "llamada final" en todos los asuntos políticos importantes en Polonia.
El presidente de Rusia Vladímir Putin (segundo presidente de Rusia de 2000 a 2008 y cuarto presidente de Rusia desde 2012) ha sido etiquetado como un nuevo nacionalista. Putin ha sido descrito por Hirsh como "el presagio de este nuevo nacionalismo global". El pensador nacionalista ruso Aleksandr Dugin en particular ha tenido influencia sobre el Kremlin, sirviendo como asesor de miembros clave del partido gobernante Rusia Unida, incluido el ahora director del SVR Sergey Naryshkin. Rusia ha sido acusada de apoyar nuevos movimientos nacionalistas en Europa y Estados Unidos.
El príncipe heredero de Arabia Saudita, Mohammad bin Salman (que asumió el cargo en 2017), ha sido descrito por Kristin Diwan, del Instituto de los Estados Árabes del Golfo, como vinculado a un "nuevo nacionalismo fuerte". El "nuevo nacionalismo saudí" se ha utilizado para reforzar el apoyo a las políticas económicas y exteriores del Reino, y representa un alejamiento de la anterior dependencia del Reino de la religión para su legitimidad. Muchas de las acciones de política exterior del país a partir de 2017, como el bloqueo de Catar y su disputa diplomática con Canadá, han sido descritas como motivadas por este nacionalismo. Las políticas de la administración de Mohammad bin Salman han sido fuertemente influenciadas por su asesor Saud al-Qahtani, quien ha sido descrito como un "ideólogo nacionalista" y cuyo papel ha sido comparado con el de Steve Bannon.
En 2014, Mustafa Akyol escribió sobre una nueva "marca de neonacionalismo turco" promovida por el Partido de la Justicia y el Desarrollo (AKP), el partido gobernante del país, cuyo líder es el presidente Recep Tayyip Erdoğan (asumió el cargo en 2014). El "nuevo nacionalismo" turco reemplaza el carácter secular de las formas tradicionales del nacionalismo turco con una identidad "asertivamente musulmana".
Devlet Bahçeli, líder del Partido de Acción Nacionalista (MHP), ha sido descrito como la creación de un "nuevo frente nacionalista" al formar la Alianza Popular con el AKP de Erdoğan en 2018. El MHP está afiliado a la organización paramilitar Lobos grises, a la que Erdogan también ha expresado su apoyo.
Se ha descrito que los Emiratos Árabes Unidos, bajo el liderazgo del Príncipe Heredero de Abu Dabi Mohammed bin Zayed (que asumió el cargo en 2004), propagan un "nuevo nacionalismo árabe", que reemplaza la forma más antigua de izquierda de la ideología nacionalista árabe por una de forma más conservadora, a través de su fuerte apoyo al ascenso de los respectivos nuevos líderes de Egipto y Arabia Saudita, Abdel Fattah el-Sisi y el príncipe Mohammad bin Salman, como un medio para contrarrestar la influencia iraní y turca en los estados árabes.
El referéndum del 23 de junio de 2016 en el Reino Unido para salir de la Unión Europea ("Brexit") ha sido descrito como un hito del nuevo nacionalismo. Owen Matthews notó similitudes en los motivos de apoyo al movimiento Brexit y Trump. Escribió en Newsweek que los partidarios de ambos están motivados por "un anhelo de controlar la inmigración, revertir la globalización y restaurar la grandeza nacional al desvincularse del amplio y amenazador mundo".
Matt O'Brien escribió sobre el Brexit como "el éxito más impactante del nuevo nacionalismo que arrasa en el mundo occidental". Líderes de la campaña Brexit, como Nigel Farage, exlíder del euroescéptico Partido de la Independencia del Reino Unido (ahora del Partido del Brexit); El alcalde de Londres (ahora primer ministro y líder del Partido Conservador) Boris Johnson; el Co-Coordinador de Licencias Michael Gove; el exsecretario del Brexit, David Davis; y el presidente del European Research Group, Jacob Rees-Mogg, han sido llamados "nuevos nacionalistas".
El ascenso de Donald Trump a la candidatura republicana fue ampliamente descrito como una señal de un nuevo nacionalismo creciente en los Estados Unidos. Un editorial del Chicago Sun-Times el día de la toma de posesión de Donald Trump lo llamó "nuestro nuevo presidente nacionalista". El nombramiento de Steve Bannon, ejecutivo de Breitbart News (luego cofundador del Movimiento), como estratega jefe de la Casa Blanca, fue descrito por un analista como el despertar de un "nuevo orden mundial, impulsado por el patriotismo y una feroz necesidad de cuidar el suyo propio. Un neonacionalismo que difama sin cesar a los musulmanes y se esfuerza por hacer retroceder el reloj del libre comercio y la globalización, un mundo donde el poder militar cuenta mucho más que la diplomacia y el compromiso".
Tras la elección de Trump, el senador estadounidense Marco Rubio ha pedido al Partido Republicano que adopte un "nuevo nacionalismo" para oponerse al "elitismo económico que ha reemplazado el compromiso con la dignidad del trabajo por una fe ciega en los mercados financieros y que ve a Estados Unidos simplemente como una economía en lugar de una nación ".

## Gente

#### África
- Isaías Afewerki, presidente de Eritrea[92]
- Uhuru Kenyatta, expresidente de Kenia.[93]
- Hamid Chabat, exalcalde de Fez (2003–2015) y líder del partido Istiqlal.[94]
- Mmusi Maimane, líder de la Alianza Democrática[95]
- Herman Mashaba, exalcalde de Johannesburgo[96]
- John Magufuli, expresidente de Tanzania.[97]

#### Américas
- Chi Hyun Chung, candidato presidencial de Bolivia.[98]
- Jair Bolsonaro, expresidente de Brasil.[99]
- Olavo de Carvalho, político brasileño.[100][101]
- Maxime Bernier, candidato a primer ministro de Canadá.[102]
- Kevin O'Leary, político conservador canadiense.[103]
- Kellie Leitch, político conservador canadiense.[103]
- Andrés Chadwick, exministro del interior de Chile.[104]
- José Antonio Kast, político chileno.[105]
- Iván Duque Márquez, expresidente de Colombia.[106]
- Fabricio Alvarado Muñoz, excandidato presidencial costarricense y diputado.[107]
- Juan Diego Castro Fernández, excandidato presidencial costarricense.[108][109][110][111][112]
- Rodrigo Chaves Robles, presidente de Costa Rica.[113]
- Nayib Bukele, presidente de El Salvador.[114]
- Donald Trump, presidente de los Estados Unidos.[115]
- Marco Rubio, senador estadounidense.[116]
- Steve Bannon, ex estratega de Donald Trump y director de Breitbart News.[117]
- Tucker Carlson, comentarista en Fox News.[118]
- Josh Hawley, senador estadounidense.[119]
- Jimmy Morales, ex presidente de Guatemala.[120]
- Alejandro Giammattei, expresidente de Guatemala.[121]
- Juan Orlando Hernández, expresidente de Honduras.[122]
- Andrés Manuel López Obrador, expresidente de México.[123][124]
- Daniel Ortega, presidente de Nicaragua[125]
- Horacio Cartes, ex presidente de Paraguay.[126]
- François Legault, premier de Quebec.[127]
- Mario Abdo Benítez, expresidente de Paraguay.[128]
- Nicolás Maduro, presidente de Venezuela.[129]

#### Asia-Pacífico
- Tony Abbott, ex primer ministro de Australia.[130]
- Peter Dutton, ministro australiano.[131]
- Pauline Hanson, política australiana.
- Min Aung Hlaing, militar birmano.[132]
- Hun Sen, exprimer ministro de Camboya.[133]
- Xi Jinping, presidente de China.[134]
- Kim Jong-un, presidente de Corea del Norte.[135]
- Park Geun-hye, ex presidente de Corea del Sur.[136]
- Hong Jun-pyo, candidato presidencial de Corea del Sur.[137]
- Rodrigo Duterte, expresidente de Filipinas.[138]
- Narendra Modi, primer ministro de India.[139]
- Prabowo Subianto, ministro de defensa indonesio.[140]
- Shinzō Abe, ex primer ministro de Japón.[141]
- Najib Razak, ex primer ministro de Malasia.[142]
- Abdulla Yameen, primer ministro de Maldivas.[143]
- Khaltmaagiin Battulga, expresidente de Mongolia.
- Imran Khan, ex primer ministro de Pakistán.[144]
- Winston Peters, vice primer ministro de Nueva Zelanda.[145]
- Prayut Chan-o-cha, primer ministro de Tailandia.[146]
- Lukar Jam, político de la Administración Central Tibetana.[147][148]

#### Europa
- Alexander Gauland, político alemán.[149]
- Jörg Meuthen, político alemán.[150]
- Alice Weidel, política alemana.[151]
- Sebastian Kurz, ex canciller de Austria.[152]
- Heinz-Christian Strache, ex vicecanciller de Austria.[153]
- Norbert Hofer, político austríaco.[32]
- Tom Van Grieken, político belga, líder del Vlaams Belang.[154]
- Theo Francken, político belga.[155]
- Mischaël Modrikamen, político belga.[156]
- Tomislav Karamarko, vice primer ministro de Croacia.[157]
- Boyko Borisov, ex primer ministro de Bulgaria.[158]
- Krasimir Karakachanov, ministro de defensa búlgaro.[159]
- Veselin Mareshki, empresario búlgaro.[160]
- Miloš Zeman, expresidente de la República Checa.[67]
- Andrej Babiš, ex primer ministro de la República Checa.[161]
- Tomio Okamura, político checo.[162]
- Kristian Thulesen Dahl, político danés.[163]
- Robert Fico, primer ministro de Eslovaquia.[67]
- Andrej Danko, presidente del Parlamento de Eslovaquia.[164]
- Janez Janša, ex primer ministro de Eslovenia.[165]
- Santiago Abascal, político español.[166]
- Mart Helme, vice primer ministro de Estonia.[167]
- Jussi Halla-aho, político finlandés.[168]
- Marine Le Pen, política francesa.[169]
- Adonis Georgiadis, político griego.[170]
- Panos Kammenos, exministro de defensa griego.[171]
- Georgios Karatzaferis, político griego.
- Ilias Kasidiaris, político griego.[172]
- Ioannis Lagos, político griego.[173]
- Nikolaos Michaloliakos, político y criminal convicto griego.[174]
- Kyriakos Velopoulos, político griego.[175]
- Makis Voridis, político griego.[176]
- Failos Kranidiotis, abogado griego.[177]
- Viktor Orbán, primer ministro de Hungría.[178]
- Sigmundur Davíð Gunnlaugsson, ex primer ministro de Islandia.[179]
- Matteo Salvini, ex primer ministro de Italia.[180]
- Giorgia Meloni, primera ministra italiana.[181]
- Raivis Zeltīts, político letón.[182]
- Rolandas Paksas, ex primer ministro de Lituania.[183]
- Nebojša Medojević, candidato presidencial montenegrino.[184]
- Siv Jensen, exministra de finanzas noruega.[185]
- Geert Wilders, político holandés.[cita requerida]
- Thierry Baudet, político holandés.[186]
- Jarosław Kaczyński, ex primer ministro de Polonia.[187]
- Andrzej Duda, expresidente de Polonia.[188]
- Janusz Korwin-Mikke, político y filósofo polaco.[189]
- Gerard Batten, político británico.[190]
- Victor Ponta, ex primer ministro de Rumania.[191]
- Vladímir Putin, presidente de Rusia.[192]
- Aleksandar Vučić, presidente de Serbia.[193]
- Jimmie Åkesson, político sueco.[194]
- Christoph Blocher, exmiembro del Consejo Federal Suizo.[195]

#### Medio Oriente
- Mohammad bin Salman, príncipe heredero de Arabia Saudí.[196]
- Saud al-Qahtani, político saudí.[197]
- Tamim bin Hamad, emir de Catar.[198]
- Abdel Fattah el-Sisi, presidente de Egipto.[139]
- Mohammed bin Zayed Al Nahyan, príncipe de Emiratos Árabe Unidos.[199]
- Muqtada al-Sadr, político iraquí.[200]
- Benjamin Netanyahu, primer ministro de Israel.[201]
- Naftali Bennett, ex primer ministro de Israel.[202]
- Mohammed Dahlan, político palestino y asesor del príncipe Mohammed bin Zayed Al Nahyan.[203][204]
- Khalifa Haftar, militar libio.[205]
- Bashar al-Assad, expresidente de Siria.[206]
- Recep Tayyip Erdoğan, presidente de Turquía.[207]
- Devlet Bahçeli, ex vice primer ministro de Turquía.[208]